# NR Большой Медведицы
NR Большой Медведицы (лат. NR Ursae Majoris), ранее используемое SU Гончих Псов (лат. SU Canum Venaticorum) не рекомендуется — одиночная звезда в созвездии Большой Медведицы на расстоянии приблизительно 2642 световых лет (около 810 парсеков) от Солнца. Видимая звёздная величина звезды — +14,1m.

## Характеристики
NR Большой Медведицы ранее считалась переменной звездой, но дальнейшие наблюдения переменности не подтвердили.